# Logania masana
Logania masana är en fjärilsart som beskrevs av Hans Fruhstorfer 1917. Logania masana ingår i släktet Logania och familjen juvelvingar. Inga underarter finns listade i Catalogue of Life.